# 第2海軍歩兵師団 (ドイツ国防軍)
第2海軍歩兵師団（ドイツ語: 2. Marine-Infanterie-Division）は、ドイツ国防軍海軍所属の歩兵師団である。

## 概要
1945年3月、シュレースヴィヒ＝ホルシュタインで海軍の残党を中心に組織された。北西ドイツ、とりわけフィッセルヘーヴェデやフェルデンなどでイギリス軍からの防衛に当たった。
1945年5月、ブレーメン付近で活動中に防衛線を突破したイギリス軍によって捕らえられた。彼らは第7装甲師団や第25装甲擲弾兵師団とともに、フェリックス・シュタイナー親衛隊大将指揮下でベルリン救援に向かう途中であったとされる。

## 歴代師団長
- エルンスト・ショイアレン（ドイツ語版）海軍中将：(1945年2月11日 - 1945年4月8日)
- ヴェルナー・フォン・バッセヴィッツ＝レーヴェツォウ（ドイツ語版）陸軍大佐：(1945年4月8日 - 1945年5月8日)